# Rolladen-Schneider Flugzeugbau
Rolladen-Schneider était un grand fabricant de planeurs. Créée par Willi et Walter Schneider et basée à Egelsbach près de Francfort en Allemagne, l'entreprise fabriquait des portes et volets roulants à l'origine. 
Walter qui était pilote et passionné de planeur recruta Wolf Lemke et la société commença à fabriquer son premier planeur en 1967.

## Production
La société a fabriqué les modèles suivants:
- LS1 (Classe Standard)
- LSD Ornith (Biplaces prototype)
- LS2 (Classe 15 mètre avant l'heure)
- LS3 (Classe 15 mètre)
- LS4 (Classe Standard)
- LS5 (prototype de 22 mètres d'envergure)
- LS6 (Classe 15 mètre avec option à 17.5 ou 18 mètres)
- LS7 (Classe Standard)
- LS8 (Classe Standard avec des rallonges à 18 mètres)
- LS9 (Motoplaneur 18 mètre - 10 exemplaires construits)
- LS10 (Classe 15 et 18 mètres)
- LS11 (Classe biplace) - prototype en développement avec l'Akaflieg de Cologne.

## La fin suivi de la renaissance
La société a été déclarée en faillite en 2001. En 2003, DG Flugzeugbau racheta la marque et tous les droits comprenant les plans, les moules...
Le LS8 et le LS10 sont maintenant produits par DG. Les LS4, LS6 et LS11 devraient être fabriqués par AMS-Flight.

## Source
- DG Flugzeugbau company website
- AMS flight